# Çekmeköy
Çekmeköy é um distrito de Istambul, na Turquia, situado na parte anatólia da cidade. Conta com uma população de 147 352 habitantes (2008).